# Taddeo Dal Verme
Taddeo Dal Verme (Verona, 1350 circa – dopo il 1413) è stato un condottiero italiano.

## Biografia
Era figlio di Bartolomeo e di Margherita Brugnoli e nipote di Pietro Dal Verme.
Si trasferisce a Milano nel 1354 ove rimarrà fino al 1377. In tale anno ritorna a Verona con il padre Bartolomeo, il fratello Filippino allorché viene assolto dal bando che fino ad allora ha colpito tutta la sua famiglia.
Fu al servizio di Antonio della Scala, signore di Verona, come comandante di cavalleria ed impiegato nel 1386 contro i Carraresi e nel 1387 fu imprigionato dopo la battaglia di Castagnaro, combattuta contro Giovanni Acuto. In quell'anno passò al servizio dei Visconti, che si impossessarono di Verona.
Fu nel 1391 al fianco del cugino Jacopo Dal Verme nella guerra in Toscana contro i fiorentini, ma cadde nuovamente nelle mani di Acuto a Poggio a Caiano. Impegnato nella guerra contro i Gonzaga di Mantova, Taddeo fu sconfitto dalle truppe mantovane capeggiate Carlo Malatesta. Taddeo fu spedito nel 1401 a difesa di Brescia, minacciata dall'imperatore Roberto, duca di Baviera e re dei Romani, calato in Italia con le sue truppe, il quale aspirava alla conquista del Milanese, vantando diritti ereditari sul dominio visconteo, Taddeo assieme a Gian Galeazzo Visconti prese quindi parte alla vittoriosa battaglia di Nave nell'aprile del 1402 che costrinse Roberto a ritirarsi e fare ritorno in Germania. In seguito Taddeo venne infeudato della signoria di Mariana Mantovana e Correggioverde (Dosolo) nel mantovano.
Il successore di Gian Galeazzo, Giovanni Maria Visconti, impiegò Taddeo a Vicenza, come capitano e comandante della guarnigione, contro i Carraresi nel 1404 e, seppure sconfitto, riuscì a tenere la città. Passato al servizio di Venezia, Taddeo militò contro Francesco da Carrara ma dovette cedere, contro l'alleato dei Carraresi Niccolò III d'Este. Terminata la guerra ai Carraresi, sconfitti nel 1406, la Serenissima conferì a Taddeo Dal Verme il comando supremo delle sue truppe di terra. Quale ricompensa per i servizi resi gli fu permesso di acquistare sempre nel 1406 l'importante proprietà del feudo di Pontepossero (Sorgà) e del castello, già appartenuto agli Scaligeri, che in seguito egli vendette, nel 1411, alla famiglia Grimani per la cifra di 12.500 ducati d'oro.
Nel 1411, per contrastare la discesa in Italia dell'imperatore Sigismondo, Taddeo venne sostituito nel comando delle truppe veneziane da Carlo Malatesta, signore di Rimini: l'imperatore venne sconfitto nell'agosto 1412 a Motta di Livenza, mentre Taddeo rimase gravemente ferito. Nel 1413 venne compreso nell'infeudazione di Correzzo e Maccacari (Gazzo Veronese) da parte del vescovo di Verona Guido Memo alla famiglia Dal Verme. Da quell'anno non si ebbero più notizie di lui.

## Discendenza
Taddeo si sposò due volte, la prima volta con una donna N.N. dalla quale ebbe:
- Eleuterio (?-1426), uomo d'arme, eredito i beni ed i feudi familiari e paterni, nel 1415 venne compreso assieme ai fratelli nell'infeudazione di Correzzo e Maccacari (Gazzo Veronese) ed altri feudi in vicariato sempre da parte del vescovo di Verona Guido Memo alla famiglia Dal Verme, rinnovata dallo stesso anche al cugino Luigi Dal Verme erede generale di tutti i beni familiari, titoli e feudi nel 1426.
- Giovanni (?-1414)
- Bartolomeo (?-dopo 1441), monaco benedettino della Congregazione di Vallombrosa, nel 1424 fu eletto abate del Monastero della Trinità di Verona, fu l'ultimo abate, giacché il monastero fu commutato in commenda nel 1441.

In seconde nozze, sposò Agnese d'Arco, vedova di Azzo Castelbarco, dalla quale ebbe:
- Filippino (?-1426)
- Giacomo (?-1426)
- Paola (?-dopo 1427), sposò il patrizio veneziano Francesco Michiel.